# Юмаково
Юмаково (баш. Йомаҡ) — деревня в Мелеузовском районе Республики Башкортостан Российской Федерации. Входит в состав Зирганского сельсовета.

## География
Деревня находится на берегу реки Белая.

### Географическое положение
Расстояние до:
- районного центра (Мелеуз): 25 км,
- центра сельсовета (Зирган): 7 км,
- ближайшей ж/д станции (Салават): 8 км.

## Население
| 2002 | 2009 | 2010 |
| ---- | ---- | ---- |
| 202  | ↗235 | ↘176 |